# نقص جانشینی

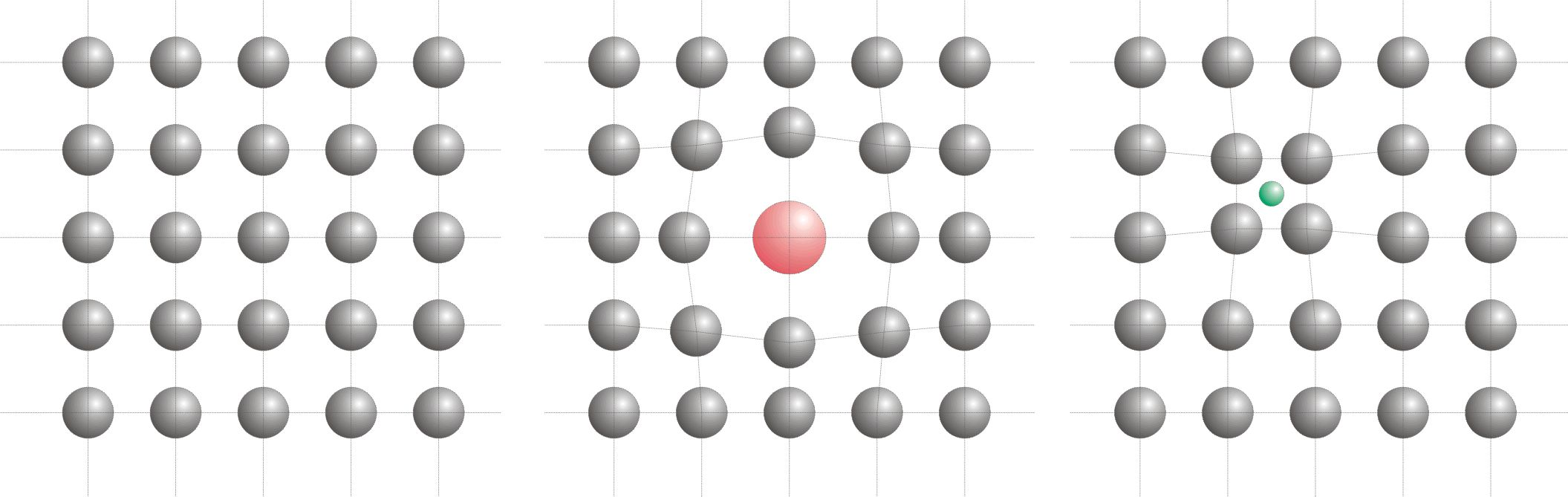
در سمت چپ شبکه بدون نقص و در وسط شبکه دارای نقص جانشینی و در سمت راست شبکه دارای نقص بین‌نشینی مشاهده می‌شود.

نقص جانشینی (به انگلیسی: Substitutional defect) یکی از عیوب نقطه‌ای در بلورشناسی است و زمانی به وجود می‌آید که اتمی خارجی در مکان کریستالی یکی از اتم‌های اصلی شبکه قرار بگیرد. در این حالت اتم‌های ناخالصی یا حل شونده جایگزین اتم‌های میزبان می‌شوند که اختلاف بین اندازه‌های اتمی که سبب اعوجاج در شبکه بلوری می‌شود و نظم اتمی به هم می‌ریزد. اگر اندازه اتمی اتم جانشین بزرگتر از اندازه اتمی اتم حلال باشد تنش فشاری ایجاد می‌شود و اگر اندازه اتمی اتم جانشین کوچکتر از اندازه اتمی اتم حلال باشد، تنش کششی ایجاد می‌شود. کاربرد این عیب در آلیاژ سازی مانند برنج (مس+روی) است. هیچ ماده‌ای در طبیعت به صورت خالص وجود ندارد و اتم‌های خارجی در آن قرار دارند اگر این اتم‌ها به صورت اتفاقی وارد شبکه شده باشند به آن‌ها ناخالصی (impurities) گفته می‌شود، اما اگر به صورت عمدی و برای بهبود خواص و ویژگی‌های ماده به آن اضافه شوند به آن‌ها دوپینگ (dopant) گفته می‌شود.
شرط لازم برای وقوع این پدیده اینست که انرژی آزاد گیبس ساختار دارای نقص از انرژی آزاد گیبس ساختار بدون نقص کمتر باشد. تجمع نقص‌ها انرژی آزاد را کاهش و در عین حال نقص نقطه‌ای زیاد آن را افزایش می‌دهد. مینیمم نمودار انرژی آزاد در هر دمایی، نقطه تعادلی را نشان می‌دهد.